# فرودگاه مارین کروپس اوتلاینیگ کمپ دیویس
مرین کر ووتلیینگمیدان هوایی کمپ دیویس (به انگلیسی: Marine Corps Outlying Field Camp Davis) یک فرودگاه نظامی است که یک باند فرود بتن دارد و طول باند آن ۱۵۲۴ متر است. این فرودگاه در کشور ایالات متحده آمریکا قرار دارد و در ارتفاع ۱۸ متری از سطح دریا واقع شده‌است.